# Rezerwat przyrody Staniszewskie Zdroje
Rezerwat przyrody Staniszewskie Zdroje (kaszb Stajszewsczé Zdroje) – krajobrazowy rezerwat przyrody na Pojezierzu Kaszubskim na obszarze Kaszubskiego Parku Krajobrazowego w kompleksie Lasów Mirachowskich nad górnym biegiem rzeki Łeby. Został utworzony w 1972 roku na powierzchni 10,42 ha; w 1989 roku powiększono go do 37,52 ha. Ochroną ścisłą objęto 35,19 ha, pozostałe 2,33 ha objęto ochroną czynną. Celem ochrony rezerwatu jest zachowanie zespołu źródlisk z unikalnymi zbiorowiskami roślinnymi, specyficznych procesów geodynamicznych oraz naturalnych lasów liściastych i rzadkich gatunków roślin.
Spośród występujących tu gatunków roślin naczyniowych 10 podlega ochronie ścisłej (gnieźnik leśny, naparstnica zwyczajna, obuwik pospolity, paprotka zwyczajna, skrzyp olbrzymi, tojad dzióbaty, wawrzynek wilczełyko, widłak goździsty, widłak jałowcowaty i wroniec widlasty), a 8 ochronie częściowej (bluszcz pospolity, kalina koralowa, konwalia majowa, kopytnik pospolity, porzeczka czarna, przytulia wonna, turówka leśna i turówka wonna).
Rezerwat położony jest na terenie obszarów Natura 2000: Dolina Górnej Łeby PLH220006 oraz Lasy Mirachowskie PLB220008.
W pobliżu rezerwatu przebiega turystyczny  Szlak Kaszubski.
Najbliższe miejscowości to Mirachowo, Sianowo i Staniszewo.